# Метод Ейлера

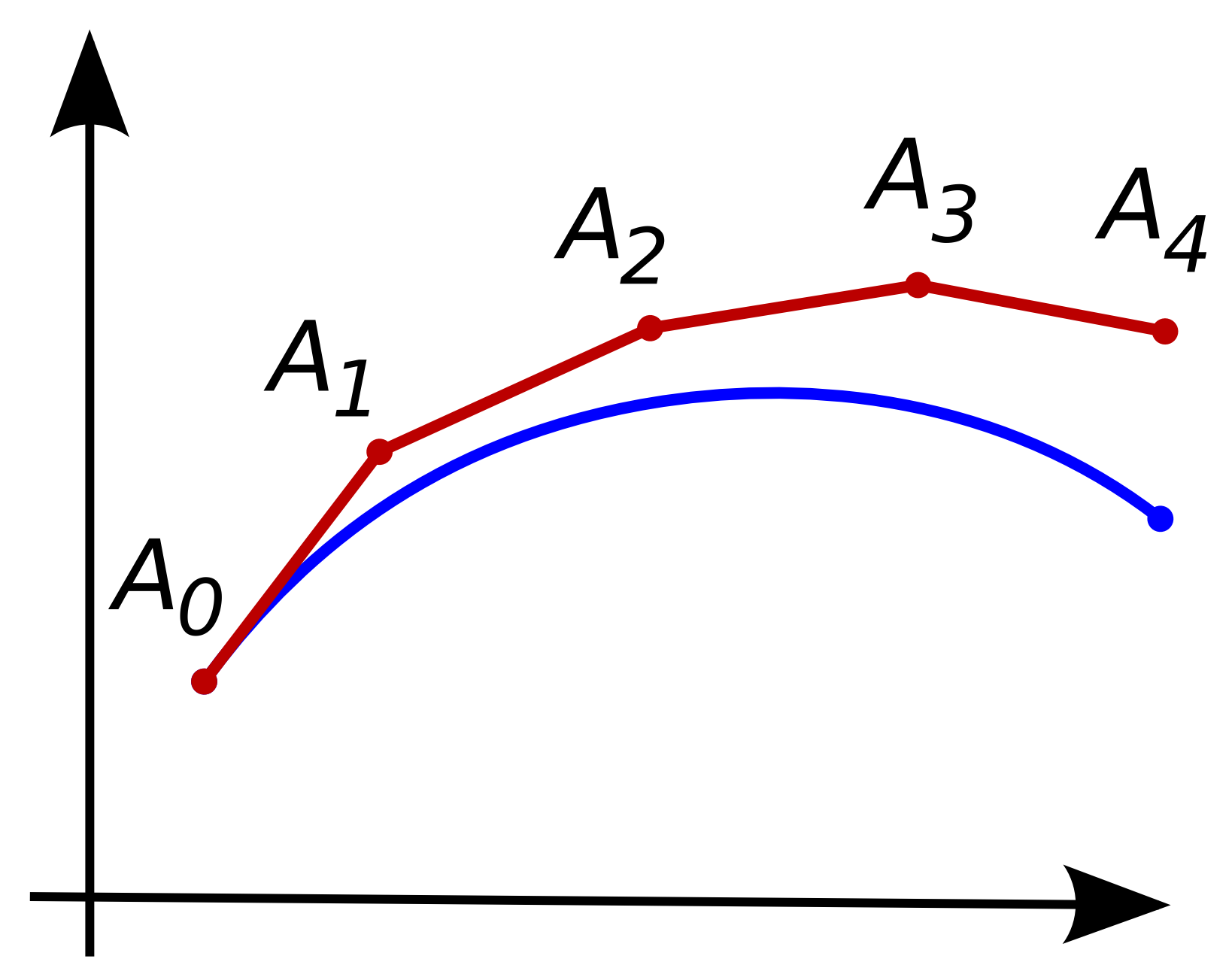
Ілюстрація методу Ейлера. Шукана крива синя, а її полігональне наближення червоне.

В чисельних методах методом Ейлера називають спосіб розв'язувати звичайні диференціальні рівняння з заданим початковим значенням. Це найбільш базовий вид чисельних методів інтегрування звичайних диференціальних рівнянь.

## Неформальний геометричний опис
Розгляньмо задачу рисування графіка невідомої кривої, яка починається в даній точці і задовольняє дане диференціальне рівняння. Тут дифрівняння може розглядатись як формула для тангенса кута нахилу дотичної до кривої, що може бути обчисленим в кожній точці цієї кривої за координатами.
Ідея методу полягає в тому, що, хоча крива спочатку невідома, її початкова точка, яку ми позначимо {\displaystyle A_{0},} відома (як на ілюстрації вгорі праворуч). Тоді, в цій точці можна обчислити нахил дотичної. 
Тепер зробімо маленький крок вздовж дотичної до точки  {\displaystyle A_{1}}. Якщо ми припустимо, що {\displaystyle A_{1}} все ще на кривій (приблизно), тоді до неї можна застосувати ті ж міркування. Таким чином, ми отримаємо послідовність точок, що утворюють ламану, яка приблизно повторює криву.
Відхилення між отриманою ламаною можна зробити не надто великим, якщо робити короткі кроки вздовж дотичних і будувати криву на скінченному короткому інтервалі. Хоча для деяких рівнянь можуть виникати додаткові ускладнення.

## Застосування

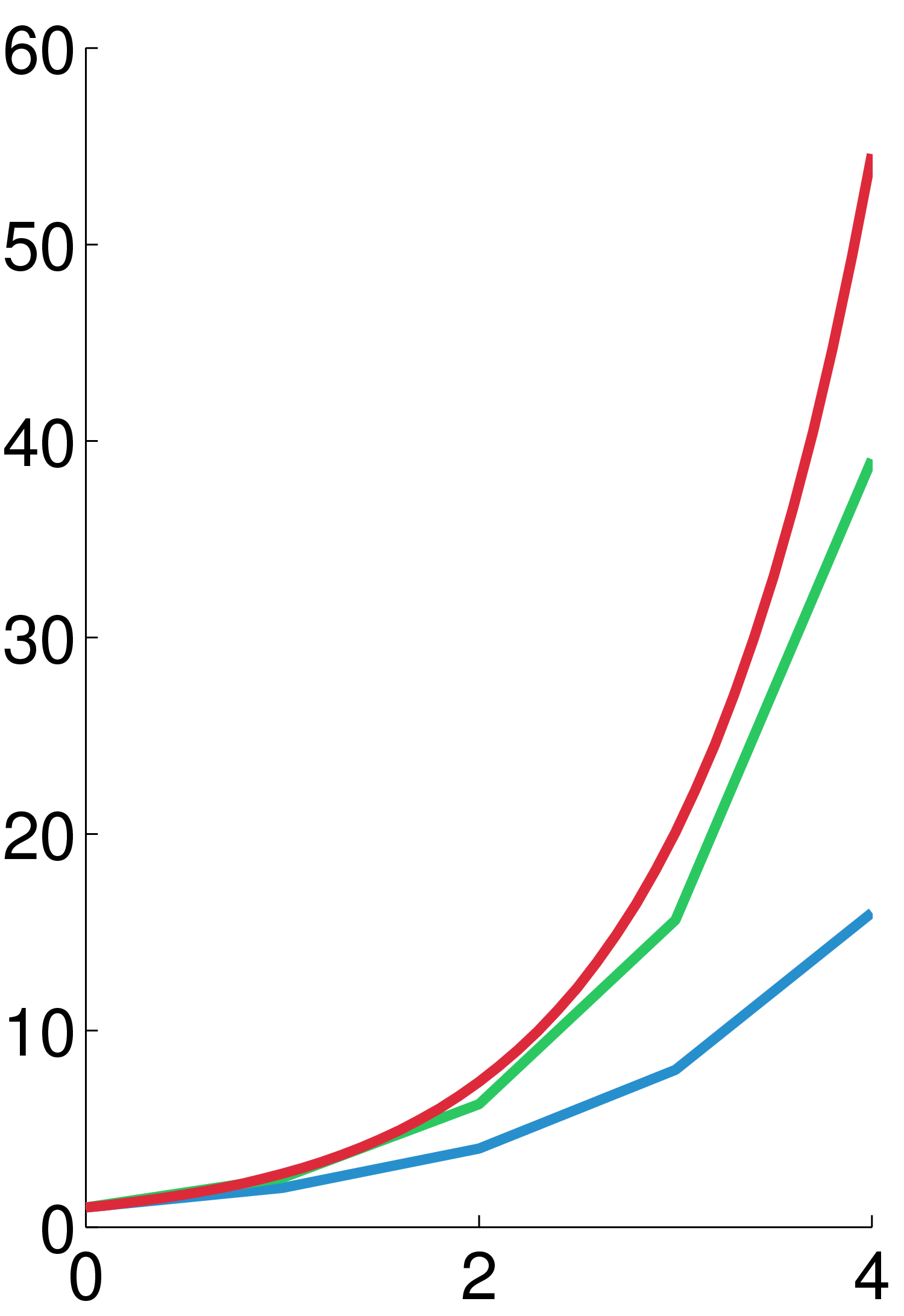
Ілюстрація чисельного інтегрування рівняння. Синій - метод Ейлера, зелений - метод середньої точки, червоний - точний розв'язок,. Розмір кроку -.

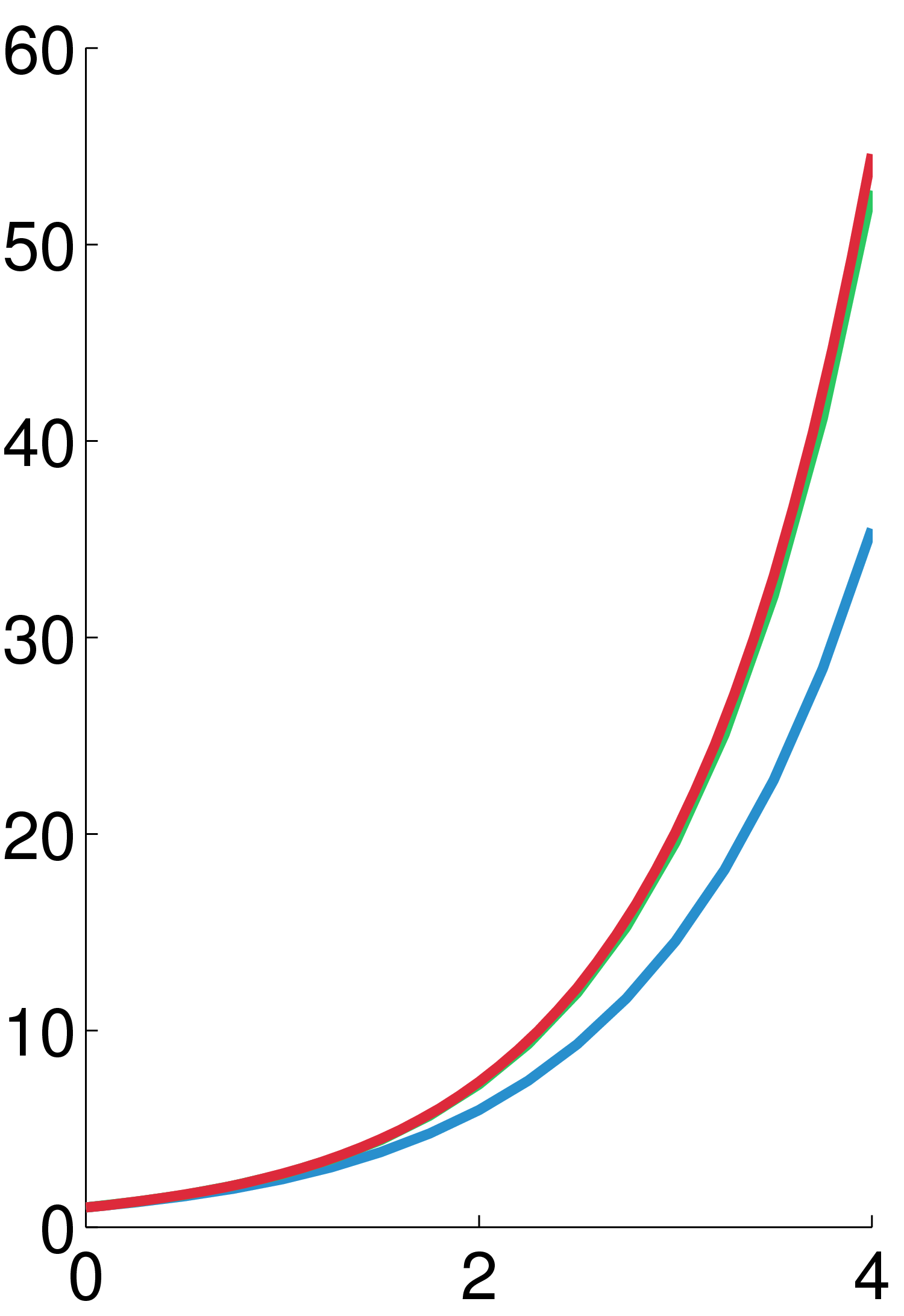
Та ж ілюстрація для кроку. Видно що метод середньої точки збігається швидше ніж метод Ейлера.

Ми хочемо наблизити розв'язок наступної задачі початкових значень:
{\displaystyle y'(t)=f(t,y(t)),\qquad \qquad y(t_{0})=y_{0},}
використовуючи перші два доданки ряду Тейлора для y, які представляють лінійне наближення біля точки {\displaystyle (t_{0},y(t_{0}))}. Один крок методу Ейлера з {\displaystyle t_{n}} до {\displaystyle t_{n+1}=t_{n}+h} проводиться так:
{\displaystyle y_{n+1}=y_{n}+hf(t_{n},y_{n}).\qquad \qquad }
Метод Ейлера є явним, тобто розв'язок {\displaystyle y_{n+1}} є явною функцією {\displaystyle y_{i}} для {\displaystyle i\leq n}.
Хоча метод Ейлера працює для ЗДР першого порядку, будь-яке ЗДР порядку {\displaystyle N} може бути представленим як ЗДР першого порядку додаванням {\displaystyle N-1} додаткових змінних, {\displaystyle y',\,y'',\,\ldots ,\,y^{(N)}}, і створенням {\displaystyle N} рівнянь першого порядку з цими змінними. Метод Ейлера можна застосовувати до вектора {\displaystyle \mathbf {y} (t)=(y(t),y'(t),y''(t),...,y^{(N)}(t))} для інтегрування системи рівнянь вищих порядків.

## Похибка
Якщо припустити, що {\displaystyle f(t)} і відповідно {\displaystyle y(t)} відомі точно в момент {\displaystyle t_{0}}, тоді метод Ейлера дає приблизний розв'язок в момент {\displaystyle t_{0}+h} як:
{\displaystyle y(t_{0}+h)=y(t_{0})+hf(t_{0},y(t_{0}))=y(t_{0})+hy'(t_{0})\,\qquad \qquad }
(друга рівність зберігається тому що y задовольняє дифрівняння {\displaystyle y'=f(t,y)}). Розклад Тейлора для {\displaystyle h} біля {\displaystyle t_{0}} дає:
{\displaystyle y(t_{0}+h)=y(t_{0})+hy'(t_{0})+{\frac {1}{2}}h^{2}y''(t_{0})+O(h^{3}).}
Похибка методу Ейлера задається різницею між цими двома рівняннями:
{\displaystyle {\frac {1}{2}}h^{2}y''(t_{0})+O(h^{3}).}
Для маленьких {\displaystyle h}, домінуючий доданок похибки пропорційний {\displaystyle h^{2}}.  Щоб розв'язати задачу на заданому проміжку {\displaystyle t}, необхідна кількість кроків, яка пропорційна до {\displaystyle 1/h} тому можна очікувати, що загальна похибка на кінці інтервалу буде пропорційна {\displaystyle h} (похибка за один крок, помножена на кількість кроків). З цієї причини, метод Ейлера називають методом першого порядку, і він є менш точним (для малих {\displaystyle h}) ніж методи вищих порядків, таких як метод Рунге-Кутти, чи метод Адамса.

## Стійкість
Метод Ейлера може бути чисельно нестійким, особливо для жорстких рівнянь. Це обмеження, поряд з тим фактом, що він повільно збігається при зменшенні {\displaystyle h}, означає, що метод використовується нечасто, і хіба що як простий приклад чисельного інтегрування. Нестійкості можна уникнути, використовуючи алгоритм Ейлера-Кромера.